# Derechos morales
Los derechos morales, en el campo del derecho de autor, son derechos específicos que solo la persona autora puede ejercer sobre sus creaciones, los cuales incluyen dos aspectos específicosː el derecho al reconocimiento de la paternidad de la obra (autoría) y el derecho a preservar la integridad de la misma, es decir, a negarse a la realización de modificaciones u obras derivadas de la obra.
El reconocimiento de los derechos morales apunta esencialmente a la idea de una supuesta conexión entre el autor y su obra, a la reputación del autor y al derecho inalienable de este a disponer de la obra en términos de reconocimiento así como de integridad. Es decir, son derechos relativos a la personalidad y reputación del autor, en oposición a los derechos monetarios que otorgan los derechos patrimoniales. La infracción más común a los derechos morales es el plagio.

## Origen
Francia, a través de su jurisprudencia, y Alemania, a través de su teoría legal, fueron los primeros países en reconocer los derechos morales de autor alrededor del siglo XIX. El término proviene del francés "droit moral" usado por primera vez en 1872 por André Morillot en un artículo escrito para una revista jurídica.
Dicho concepto de derechos morales parece haber evolucionado de las teorías filosóficas de Kant y Hegel acerca de que las obras son partes inalienables del autor que manifiestan su interior y su mente, que sin embargo pueden ser objeto de posesión por otras personas. Esto generó la llamada "teoría dualista" de los objetos artísticos. En Alemania, la teoría kantiana de que los trabajos literarios son una manifestación física de la personalidad y deben ser entendido como extensiones de la persona, influyeron grandemente en el jurista Otto von Gierke quien contribuyó a la formulación de la "teoría monista" que sostiene que los trabajos creativos corresponden exclusivamente a la esfera personal y que los derechos económicos son solo componente de dicha personalidad.
A decir de Calvin D. Peeler, dentro del derecho francés la doctrina de los derechos morales no evolucionó como una doctrina uniforme sino un conjunto de cuatro derechos incluidos en ella, cada uno con su historia individualː a) el derecho de divulgación (droit de divulgation); b) el derecho de retirada (droit de retrait / droit de repentir); c) el derecho de paternidad u autoría (droit a la paternite); y, d) el derecho a la integridad de la obra (droit a l 'integrite).
Posterior a eso los derechos morales fueron integrados, en 1928, al texto del Convenio de Berna para la Protección de las Obras Literarias y Artísticas.

## Convenio de Berna
El Convenio de Berna reconoce y regula los derechos morales en su artículo 6bis. donde dice:

1. Independientemente de los derechos patrimoniales del autor, e incluso después de la cesión de estos derechos, el autor conservará el derecho de reivindicar la paternidad de la obra y de oponerse a cualquier deformación, mutilación u otra modificación de la misma o a cualquier atentado a la misma que cause perjuicio a su honor o a su reputación.
2. Los derechos reconocidos al autor en virtud del párrafo 1) serán mantenidos después de su muerte, por lo menos hasta la extinción de sus derechos patrimoniales, y ejercidos por las personas o instituciones a las que la legislación nacional del país en que se reclame la protección reconozca derechos. Sin embargo, los países cuya legislación en vigor en el momento de la ratificación de la presente Acta o de la adhesión a la misma, no contenga disposiciones relativas a la protección después de la muerte del autor de todos los derechos reconocidos en virtud del párrafo 1 anterior, tienen la facultad de establecer que alguno o algunos de esos derechos no serán mantenidos después de la muerte del autor.

 Convenio de Berna

Este convenio, administrado por la Organización Mundial de la Propiedad Intelectual, es una de las regulaciones globales del Derecho de Autor aprobada en 1886.

## Características
Expertos en derecho de autor indican que los derechos morales tienen algunas características particulares diferentes de los derechos patrimoniales.  Entre estas particularidades se destaca que los derechos morales son:
- Inalienables: independientemente de que los derechohabientes hagan contratos, transferencias o cesiones de los derechos patrimoniales, los derechos morales no se pueden alienar,
- Irrenunciables,
- Inexpropiables: los derechos morales son inembargables,
- Imprescriptibles: no se adquieren por compra ni usurpación ni se pierden por prescripción de plazos. Algunos derechos morales son transferibles por herencia, en cuyo caso los rige el mismo plazo de tiempo que a los derechos patrimoniales.

La abogada argentina Delia Lipszyc indica además que los derechos morales son esenciales, porque son el mínimo de derechos exigibles en función del acto de creación de una obra, así como extrapatrimoniales, porque no es posible estimar ni calcular el valor monetario de los mismos.

## Fundamentos
Entre las diferentes teorías que fundamentan los derechos de autor, el caso de los derechos morales está particularmente relacionado con la obra del filósofo emblema del idealismo alemán Georg Wilhelm Friedrich Hegel. En el corazón de la teoría hegeliana, se pueden distinguir los argumentos que centran el derecho de autor en los principios de la personalidad.  Hegel, como idealista que es, entiende que las ideas, la libertad y el deseo individual son la base de la existencia. Es la personalidad de los sujetos lo que conforma los objetos y no al revés.  La libertad individual es fundamental para la realización humana. Cada hombre ocupa los objetos con su personalidad, les da sentido y significado e involucra su personalidad en ellos, por lo tanto, la relación del sujeto con el objeto (que es su obra) es directa y obvia.
A diferencia de las teorías de John Locke no es el trabajo humano puesto en acción el que lleva a la propiedad, sino la personalidad de los sujetos que se vuelca sobre los objetos.[cita requerida] Las teorías lockeanas de la propiedad se basan justamente en la idea de que aquel que toma bienes del común, los trabaja y les suma su esfuerzo, recibe en compensación el derecho a la propiedad sobre eso que ha trabajado. En Hegel, el trabajo no es el eje central, sino la personalidad del sujeto puesta en acción, ocupando los objetos.